# Louis Theroux
Pour les articles homonymes, voir Theroux.
Louis Theroux, né le 20 mai 1970 à Singapour, est un journaliste et réalisateur américano-britannique.
Il est principalement connu pour le style de ses documentaires parfois défini comme du journalisme gonzo.

## Biographie
Né à Singapour, fils de l’écrivain Paul Theroux et d'Anne Castle, il est le frère cadet de l’écrivain et présentateur de télévision Marcel Theroux et le cousin de l’acteur américain Justin Theroux. Il déménage en Angleterre à l’âge de quatre ans et fut élevé à Londres. Il a étudié au Magdalen College à Oxford.
Après avoir travaillé pour le magazine Spy et avoir été un correspondant de Michael Moore dans sa série TV Nation, il rejoint la BBC pour créer la série de documentaires Louis Theroux's Weird Weekends (Les étranges week-ends de Louis Theroux) et When Louis Met… (Quand Louis rencontre…). En 2016, il produit un documentaire autour de la figure controversée de Jimmy Savile.

### Les étranges week-ends de Louis Theroux
La série Louis Theroux's Weird Weekends (3 saisons, diffusées du 15 janvier 1998 au 30 octobre 2000) est consacrée aux sub-cultures, comme les survivalistes, les nationalistes noirs, les suprémacistes blancs, les gourous, les stars de films pornographiques, la Westboro Baptist Church, la ségrégation raciale volontaire dans les prisons américaines (Prison de San Quentin), pour lesquels il pratique l’immersion dans l'environnement de ses interlocuteurs (à qui il demande fréquemment de loger chez eux pendant le tournage). Les reportages tendent à révéler les contradictions ou les aspects risibles de ces diverses démarches. 
Theroux présente l’objectif de la série : « Essayer de découvrir le bizarre dans l’environnement le plus ordinaire. C’est toujours pour moi un privilège d’être accueilli dans ces communautés, de les placer sous les projecteurs, et à travers mon enthousiasme, peut-être, de permettre aux gens de révéler plus que ce qu’ils avaient l’intention de me dire. Le spectacle se moque de moi autant que d’eux. Je n’ai même pas besoin de faire semblant, je ne suis pas une idole déguisée en nerd ».

## Récompenses
Richard Dimbleby Award et British Academy Television Awards 2002 pour meilleur présentateur dans Louis Theroux's Weird Weekends. Royal Television Society Awards en 2009 pour A Place For Paedophiles.